# Taru pekcsei király
Taru (Daru) (? – 77) az ókori Pekcse (Baekje) állam második királya volt.

## Élete
Ondzso (Onjo) pekcsei király fiaként született. I. sz. 10-ben lett koronaherceg, majd apja halálát követően, 28-ban király. Történelmi feljegyzések szerint 33-ban rizs ültetését rendelte el a déli régiókban. Taru (Daru) alatt Pekcse (Baekje) többször is harcra kényszerült a portyázó moho (mohe) (malgal) néppel. 63-ban küldötteket indított Sillába, ám a sillai uralkodó nem fogadta a követeket, ami felbőszítette Taru (Daru)t. Többször is megkísérelte meghódítani Sillát ezt követően – sikertelenül.